# Swertia swertopsis
Swertia swertopsis är en gentianaväxtart som beskrevs av Tomitaro Makino. Swertia swertopsis ingår i släktet Swertia och familjen gentianaväxter. Inga underarter finns listade i Catalogue of Life.